# DI Gasell
DI Gasell är ett pris som årligen sedan år 2000 delas ut av tidningen Dagens Industri till de snabbast växande företagen i Sverige. Målet är att stödja och uppmuntra svenskt näringsliv och framför allt de företagare som vågat satsa för att få företag att växa. Gasellföretagen får, förutom uppmärksamheten, hjälp att fortsätta utveckla verksamheten via tillgång till utvalda experters nätverk och kunskap.
Den så kallade Gasellundersökningen görs genom att bedöma företagens verksamhet utifrån de givna kriterierna, över de senaste fyra åren. Dagens Industri publicerar samtliga årets gasellföretag i en extra bilaga till tidningen varje december. Länsspecifika listor publiceras redan under hösten, efter att respektive prisutdelning har hållits. Mindre än en procent av Sveriges aktiebolag uppfyller kraven för att få kallas gasell.
Tidningen arrangerar varje höst gasellfester i fyra olika städer där de lokala företag som uppfyller kriterierna uppmärksammas och de bästa gasellerna i varje län utropas. De arrangerar även gasellträffar varje vår för att skapa mötesplatser och stimulera tillväxt. På en gala i Stadshuset i  Stockholm utses hela Sveriges snabbast växande företag och får priset årets Supergasell. Dessutom delas tre hederspriser ut.
Begreppet "gasellföretag" myntades på 1980-talet av amerikanen David Birch, som visade att mindre, snabbväxande företag skapar flest nya jobb.

## Kriterier för gasellföretag
Ett gasellföretag har:
- en omsättning som överstiger 10 Mkr
- minst tio anställda
- minst en fördubblad omsättning, om man jämför det första och det senaste räkenskapsåret i den fyraåriga undersökningsperioden
- ökat sin omsättning varje år de senaste tre åren
- ett samlat rörelseresultat för de fyra räkenskapsåren som är positivt
- i allt väsentligt vuxit organiskt, inte genom förvärv eller fusioner
- sunda finanser

Dessutom vägs en helhetsbedömning på verksamheten in.

## Grader av utmärkelser
- Gasell: företag som uppfyller DI Gasells kriterier.
- Årets Gasell: tilldelas det bästa gasellföretaget i varje län
- Supergasell: pris för årets bästa Gasell i hela landet.[5]
- Hederspriser: 
  - Årets ImpactGasell: har aktivt hållbarhetsarbete
  - Årets Kvinnliga Gasell (sedan 2015): har kvinnlig VD eller grundare och en nytänkande verksamhet som förbättrar samhällsnyttan
  - Årets internationella Gasell (sedan 2024): Har stark exportutveckling och minst tre olika utlandsmarknader[6]
- Mästargasell: den högsta utmärkelsen, till företag som har utsetts till Gasell minst tre gånger och som visar på enastående prestationer och högkvalitativa produkter. [7] Samtliga vinnare i Mästargasellen bjuds in till eventet “Gasell Next Level”.[8]